# Гран-при Санкт-Петербургского автоклуба 1914 года
Гран-при Санкт-Петербуржского автоклуба (СПАК) 1914 года — вторая гонка Гран-при на территории России, состоявшаяся 18 мая 1914 года. Трасса гонки полностью совпадала с гонкой, проведённой годом ранее. В начале 1914 года были разосланы приглашения многим европейским производителям автомобилей и в клубы. Однако, гонка не получила широкого размаха из-за того, что большинство европейских участников гонок Гран-при готовились к Гран-при АКФ, который проводился в том же месяце. Единственным заводским гонщиком в этой гонке был Бериа д’Аргентине, если не считать представителя Руссо-Балта Ивана Иванова. Только два автомобиля имели 15-литровые двигатели: Benz Вилли Шолля и Excelsior Слубского. На этот раз было введено две классификации: обычная с определением победителя по общему времени прохождения дистанции и по среднему времени на круге. Изначально планировалось, что длина дистанции составит 360 вёрст (12 кругов), однако губернатор запретил перекрывать дороги более, чем на пять часов. Итоговая дистанция составила 210 вёрст (7 кругов).

## Гонка
Трое из пятнадцати участников (Гиссер, Нойгебауэр и Ямойда) не стартовали и в гонке участвовали только 12 автомобилей. Шолль стартовал первым и не позволял никому опередить себя в течение всей гонки. Он установил новый рекорд круга — 13 минут 55,6 секунды, почти на полминуты быстрее, чем Иванов годом ранее. Слубский имел шансы обойти Шолля, но потратил более 20 минут на ремонт сцепления. В гонке финишировало семь машин, классифицировано было шесть. Соколов не уложился в лимит времени и не был классифицирован.
Через шесть недель началась Первая мировая война, а затем в России произошла революция, в результате чего профессиональный автоспорт был забыт в России на несколько десятилетий.

## Результаты
| Место | Гонщик      | Автомобиль            | Круги | Время/отставание | Старт |
| ----- | ----------- | --------------------- | ----- | ---------------- | ----- |
| 1     | Шолль       | Benz                  | 7     | 1:48:32,2        | 1     |
| 2     | Овсянников  | Vauxhall 30/98E       | 7     | +10:29,6         | 5     |
| 3     | д’Аргентине | Aquila Italiana       | 7     | +13:08,6         | 7     |
| 4     | Слубский    | Excelsior             | 7     | +28:38,0         | 2     |
| 5     | Рашевский   | Vauxhall              | 7     | +40:59,8         | 11    |
| 6     | Бобошко     | Hupmobile             | 7     | +1:10:24,8       | 9     |
| 7     | Соколов     | Argyll                | 7     | НК               | 10    |
| Сход  | Самсонова   | Hupmobile             | 3     | сход             | 8     |
| Сход  | Садыкер     | Sunbeam               | 6     | сход             | 3     |
| Сход  | Иванов      | Russo-Baltique C24/60 | 1     | сход             | 4     |
| Сход  | Верн        | Hupmobile             | 1     | сход             | 10    |
| Сход  | Гребенщиков | Buick                 | 1     | сход             | 13    |
| НС    | Гиссер      | Benz                  | 0     |                  | 3     |
| НС    | Нойгебауэр  | Rochet-Schneider      | 0     |                  | 12    |
| НС    | Ямайда      | NAG                   | 0     |                  | 15    |